# Свято-Ксениевский монастырь (Барань)
Свято-Ксениевский женский монастырь — женский монастырь в деревне Барань Борисовского района. Официальное название — «Женский монастырь в честь святой блаженной Ксении Петербургской деревни Барань Борисовского района Борисовской епархии Белорусской Православной Церкви».
Основан в августе 2002 года, освящён в имя святой блаженной Ксении Петербургской. Работы по строительству церкви блаженной Ксении Петербургской начались в начале 1990-х годов. Является первым в мире монастырём, названным во имя святой блаженной Ксении Петербургской.
В 1990 году группа верующих объединилась, её возглавила Инесса Кончик, являющаяся одной из учредителей Республиканского центра православного просвещения во имя святой преподобной Евфросинии Полоцкой. Была построена небольшая Покровская церковь. После гибели 19-летней дочери Оксаны (Ксении) она приняла решение строить церковь в честь святой блаженной Ксении Петербургской; строительство началось в 1995 году. В 1993 году благочинный церквей Борисовского округа протоиерей Иоанн Мисеюк был назначен исполняющим обязанности настоятеля общины во имя святой блаженной Ксении Петербургской. В 1997 году было создано сестричество при приходе святой блаженной Ксении Петербургской, на основе которого затем был создан монастырь. Благодаря ходатайству протоиерея Иоанна Мисеюка в 1998 году местные власти разрешили безвозмездно передать с баланса районного отдела образования бывшее здание Бараньской школы, надворных построек и столовой.
Храмы монастыря: в честь блаженной Ксении Петербургской (2002); преподобного Серафима Саровского (2001; криптовый); возле деревенского кладбища на месте прежней деревянной часовни во имя пророка Божия Илии — храм в честь святого Георгия Победоносца (2002); восстанавливается разрушенная в 1930-х годах церковь в честь Покрова Пресвятой Богородицы (1994), в пределах основания которой действует небольшая церковь. С ноября 2015 года у монастыря появилось подворье в деревне Юзефово — храм Царственных Страстотерпцев. С 2014 года ведётся строительство примыкающего к Ксениевскому храму большого храма в честь иконы Божией Матери «Экономисса» («Домостроительница»), в котором будут ещё приделы в честь пророка Божия Илии и святителя Спиридона Тримифунтского.
Действуют воскресная школа, сестричество, братство, библиотека, свечная, швейная и керамическая мастерские. В 2007 году в монастыре сгорел жилой корпус, который размещался в здании старой школы. На монастырской территории был построен корпус для монашествующих с большой трапезной для насельниц и гостей, бывший клуб переоборудовали под трапезную для паломников.
Духовное значение монастыря довольно значимо, так как на десятки километров от Борисова до деревни Барань и далее до границы Борисовского района нет храмов. На попечении монастыря находятся дети-сироты; болящие наркоманией и алкоголизмом, которые хотят с помощью Божией избавиться от своих душевных и телесных недугов. Ежегодно монастырь организует детский православный лагерь для детей школ Минска, Борисова и Борисовского района.
Ежедневно в монастыре совершается полный круг богослужебной чреды. Читается неусыпаемая Псалтирь, служатся акафисты святым покровителям обители, ежедневно совершается Божественная литургия.
В монастыре почитается список Монреальской Иверской иконы Божией Матери, привезённый с Афона. По дороге между храмами монастыря и монастырским подворьем находится святой источник во имя святой блаженной Ксении Петербургской; неподалёку от источника находится деревянная часовня Святого Иоанна Крестителя.
Первая настоятельница — матушка Фомаида (Стрельникова) из Подмосковья, с 2002 по 2004 год. Настоятельницей монастыря с 2004 по 2017 год была монахиня из Свято-Елисаветинского женского монастыря Василисса (Медведь). Была убита в ночь на Рождественский сочельник 5 января 2017 года; убийца по результатам экспертизы признана невменяемой. Старшей сестрой обители назначена монахиня Евпраксия (Зубова).
Посещение монастыря допускается мужчинами и женщинами при соблюдении правил; запрещены пронос домашних животных, а также фото- и видеосъёмка.
Число насельниц — 10. При монастыре основано белое сестричество в честь трех блаженных: Ксении Петербургской, Матроны Московской и Валентины Минской, где несут послушания более 25 сестёр милосердия. Обитель окормляют три священника: два батюшки служат рядовые богослужения, а третий несёт послушание духовника монастыря.

## Фотогалерея

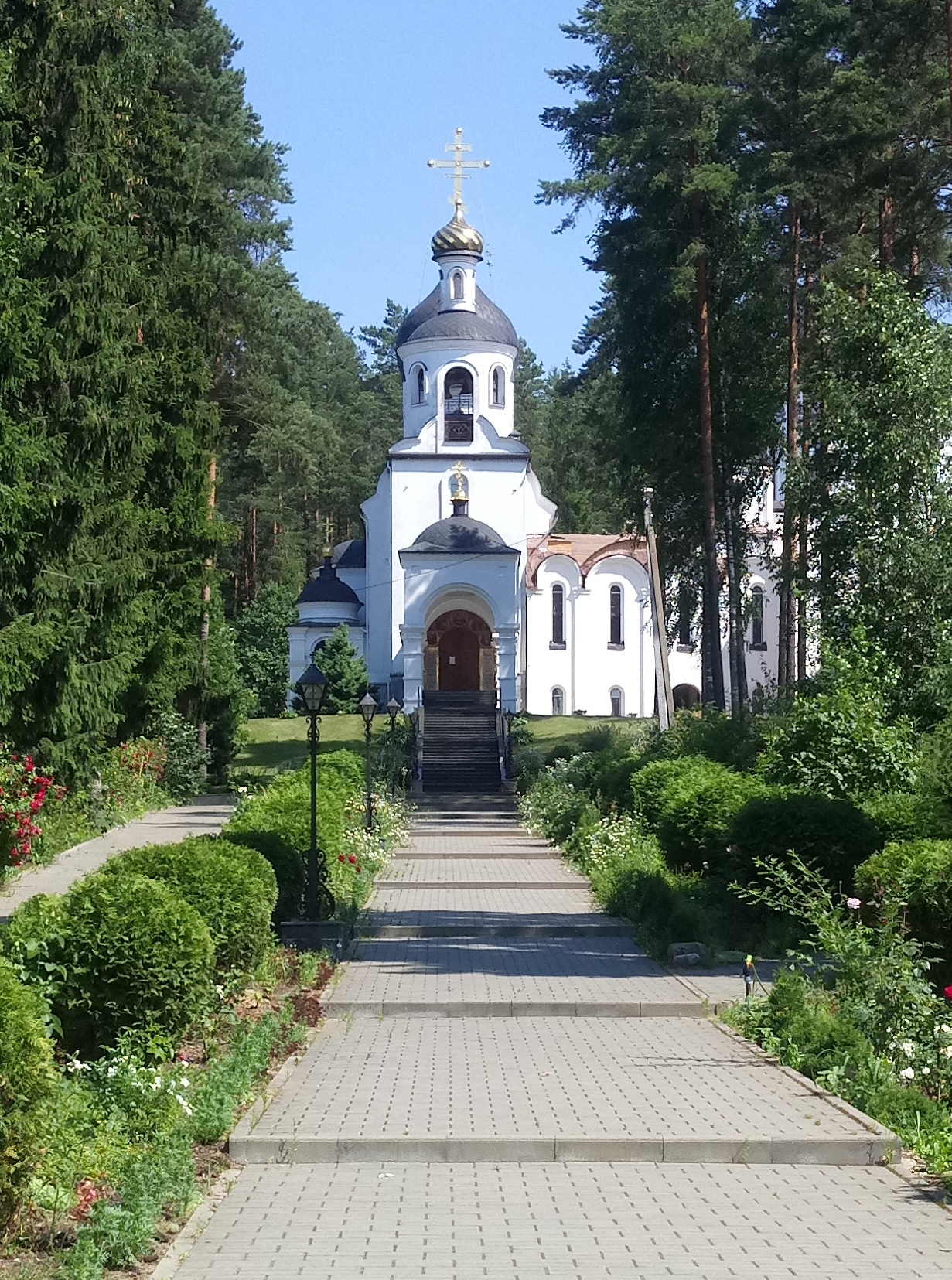
Храм Ксении Петербургской
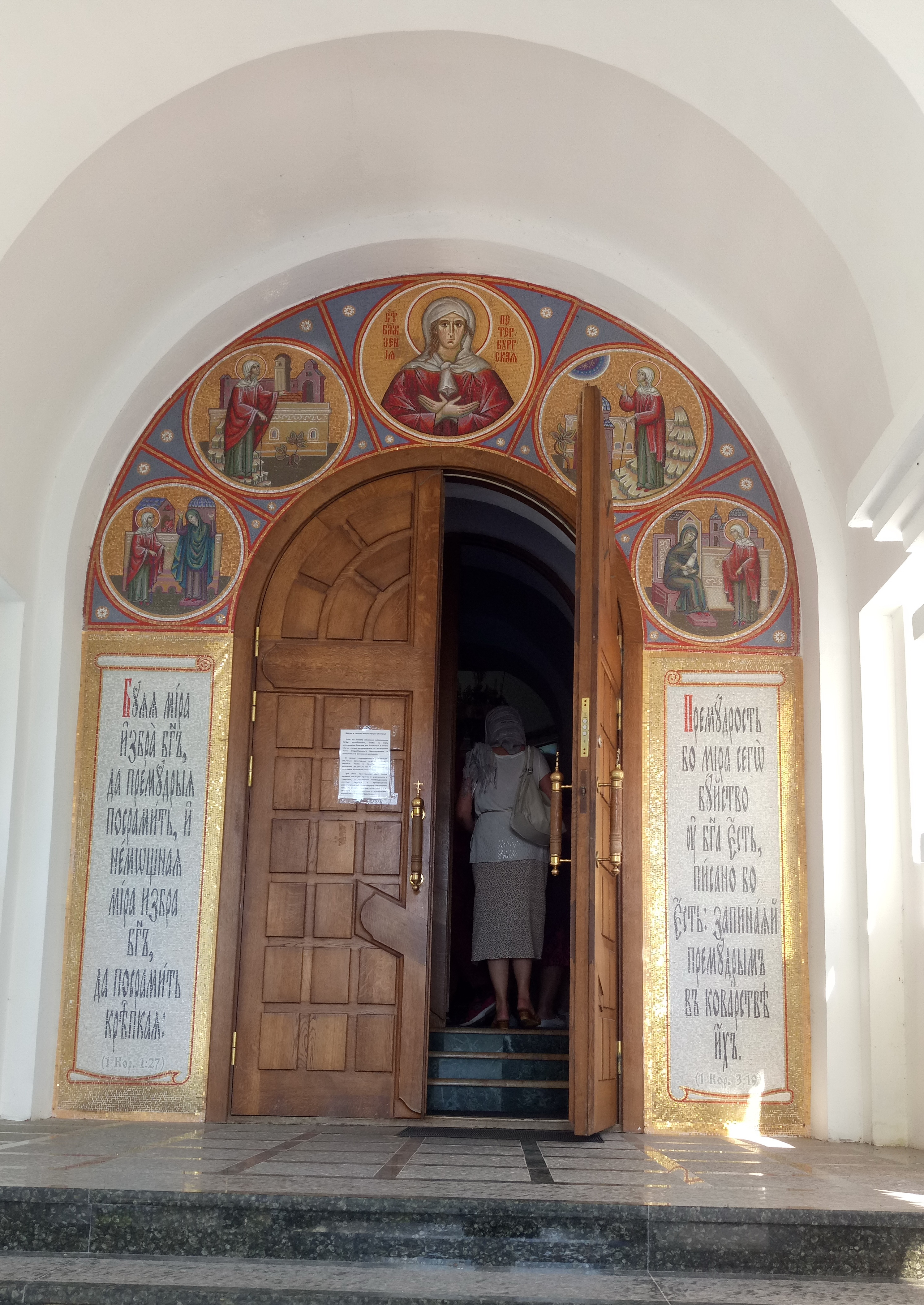
Вход в храм Ксении Петербургской
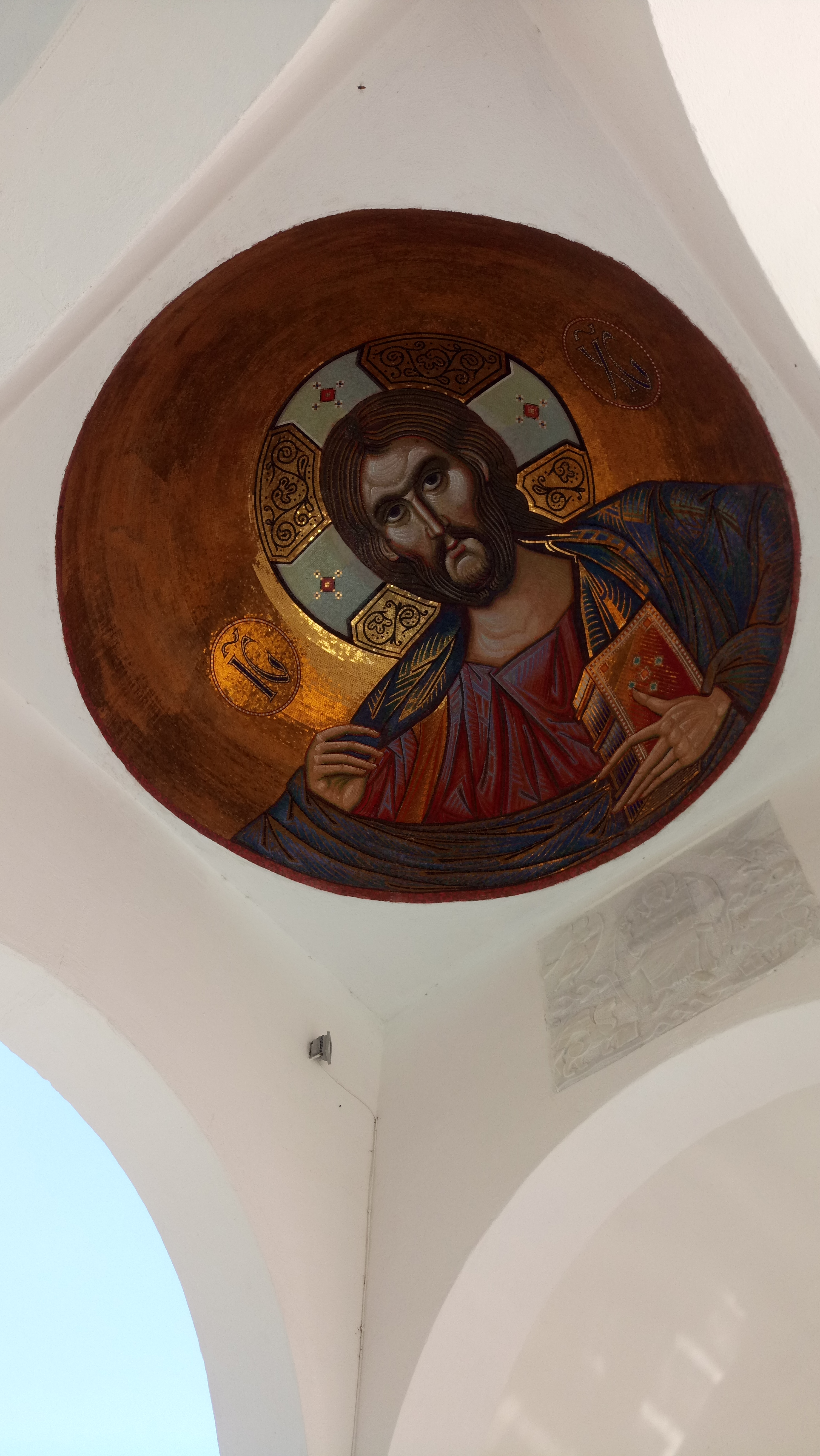
Лик Христа на паперти храма Ксении Петербургской
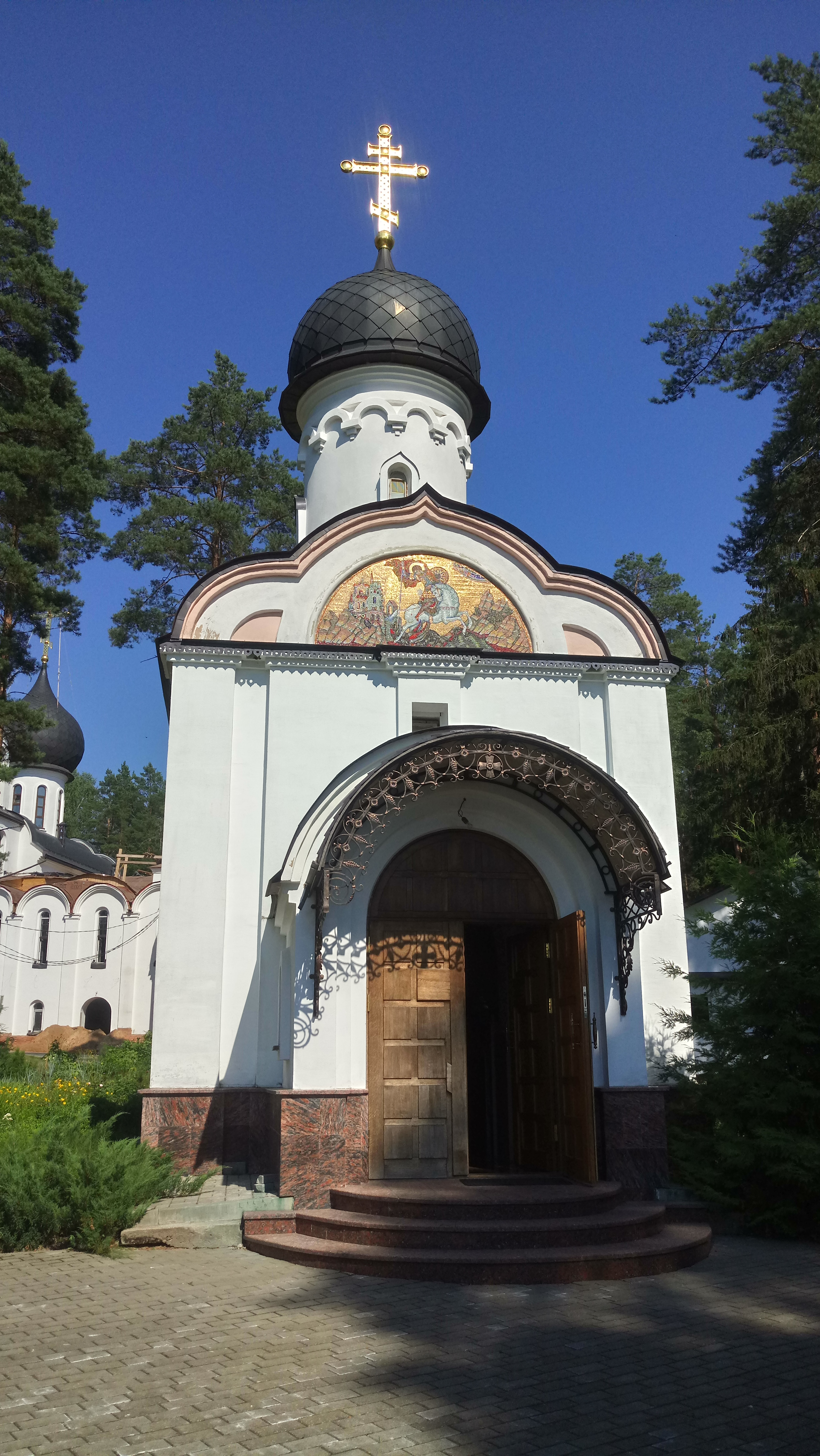
Храм Георгия Победоносца
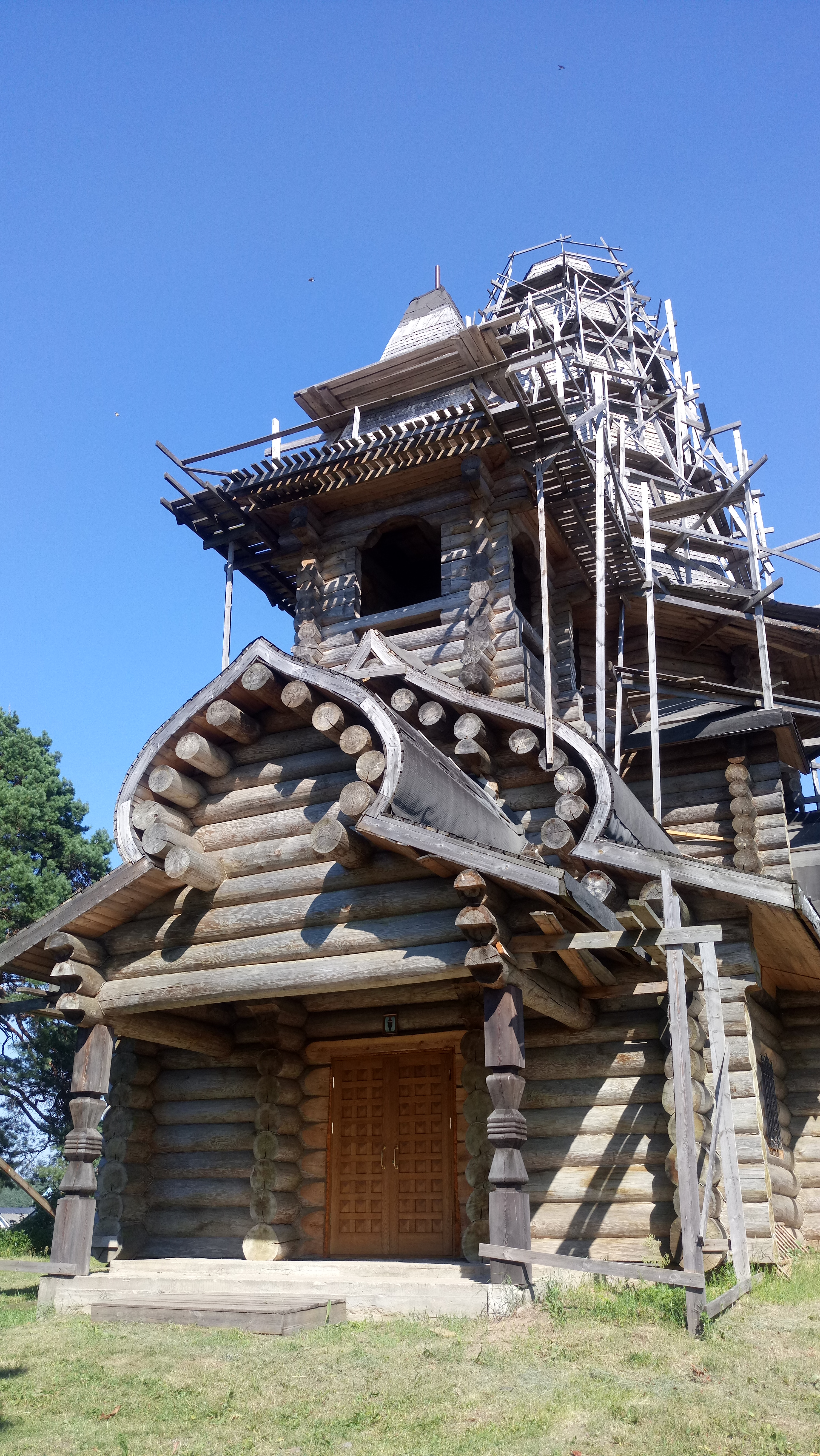
Строящаяся церковь Покрова Пресвятой Богородицы
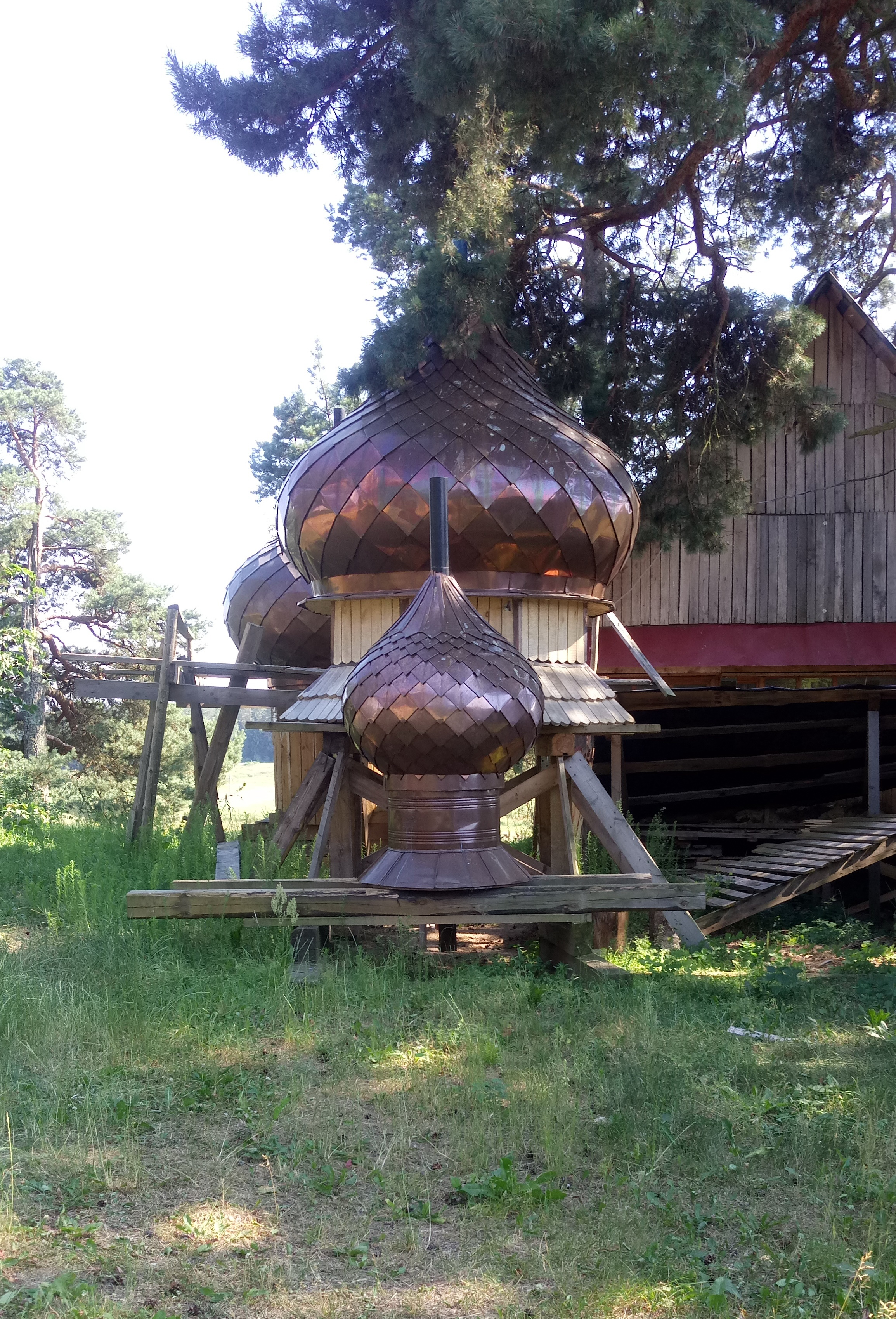
Купола для церкви Покрова Пресвятой Богородицы
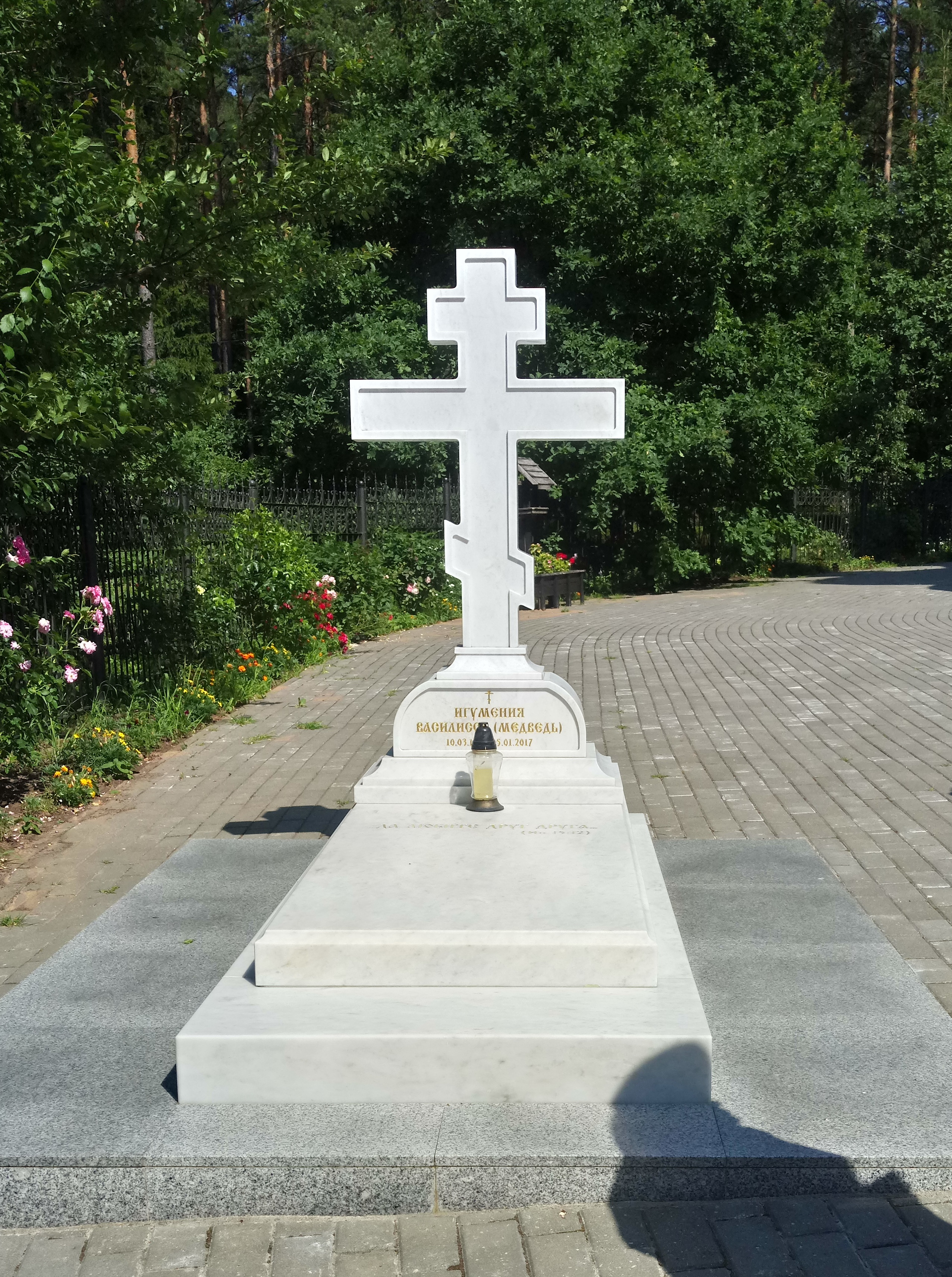
Могила игуменьи Василиссы
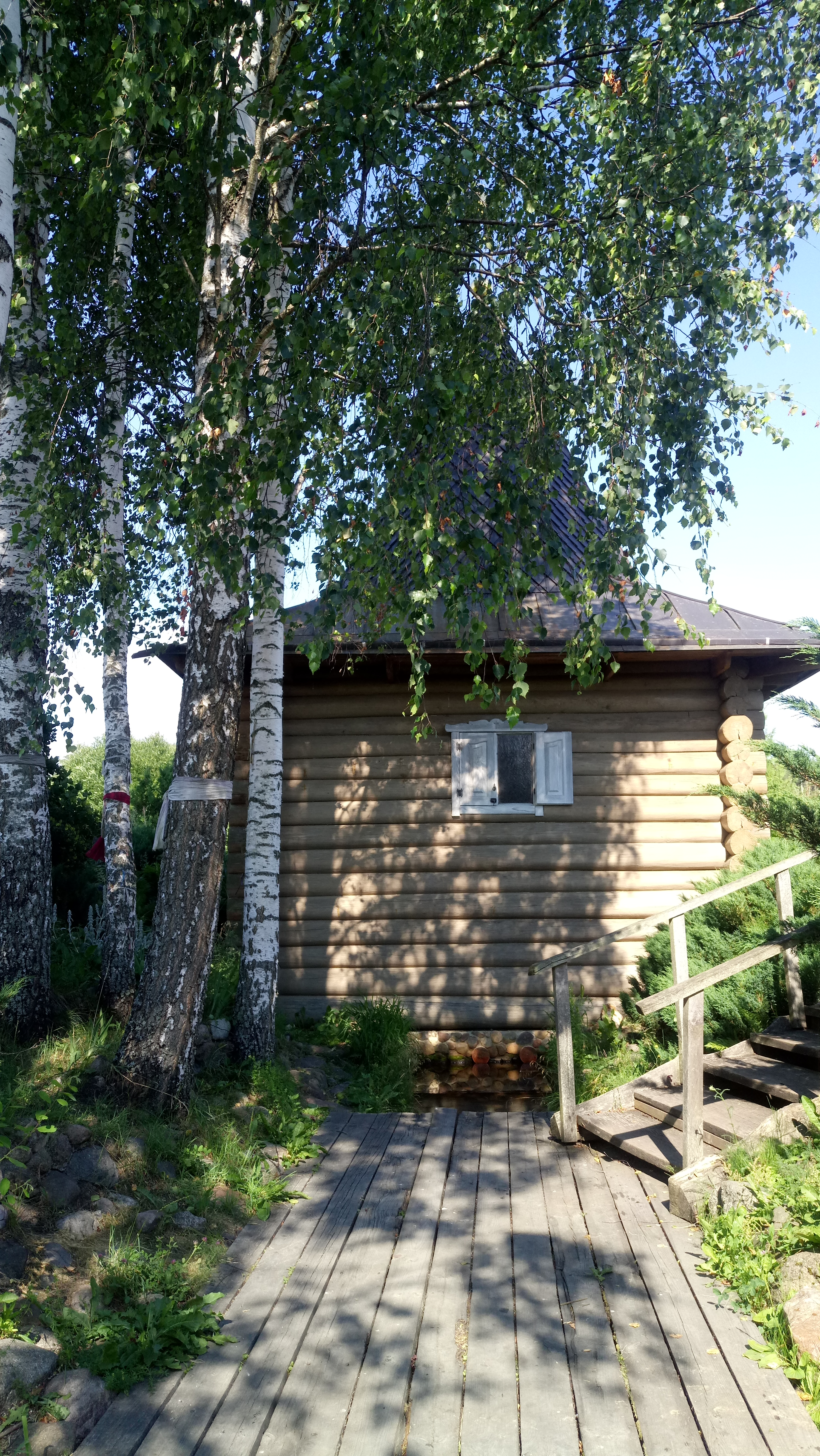
Здание над купелью источника
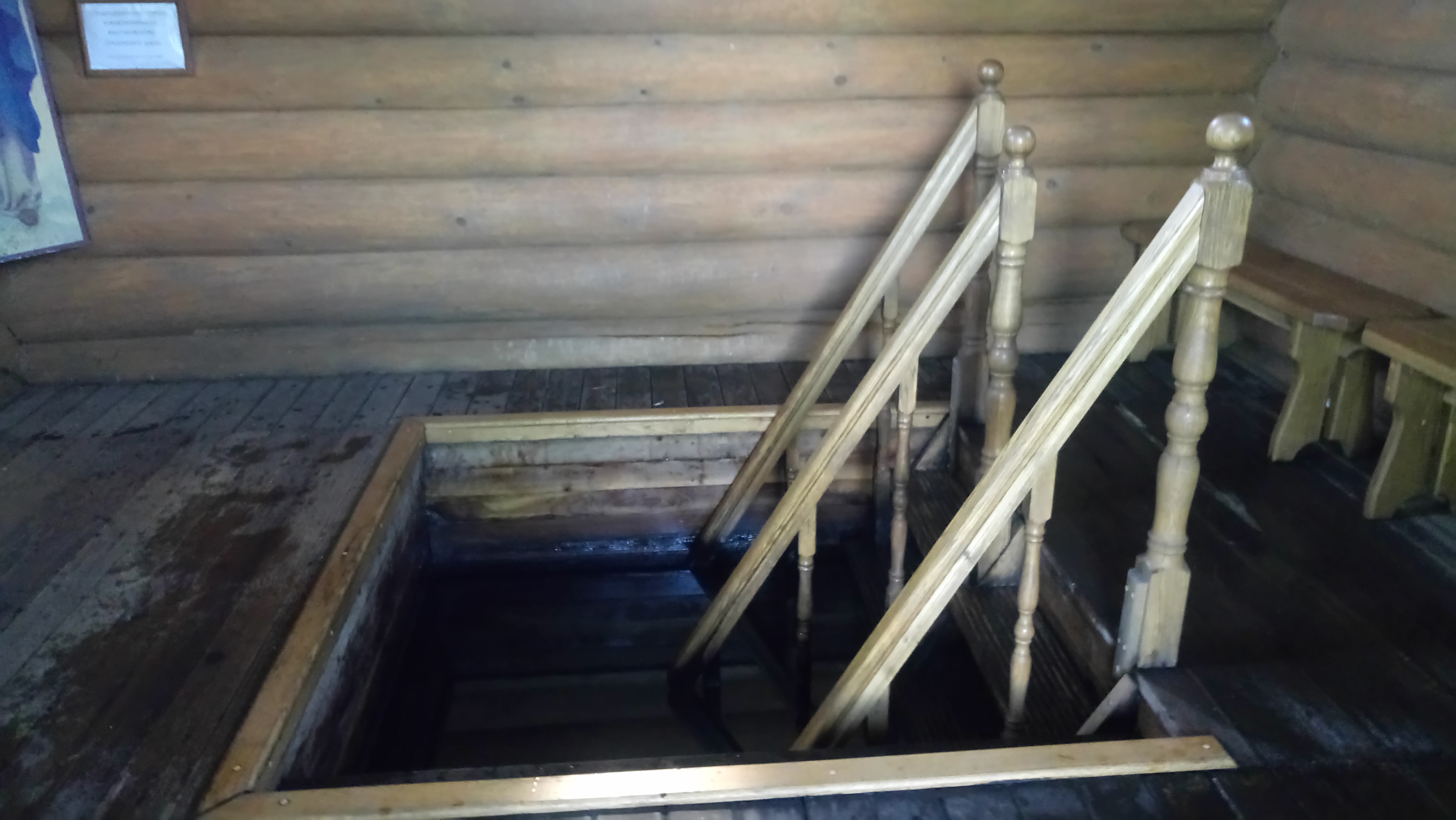
Купель источника
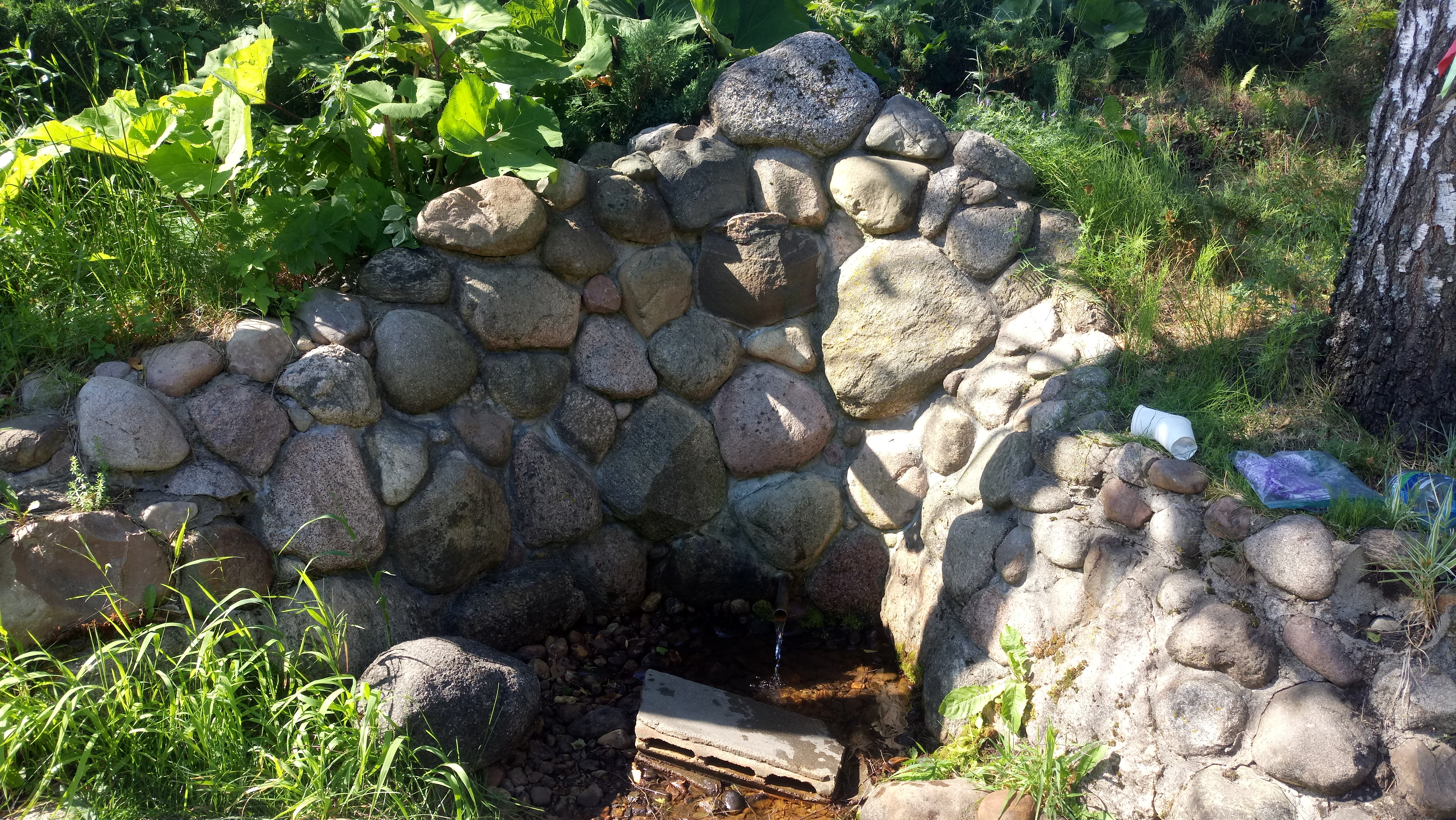
Святой источник
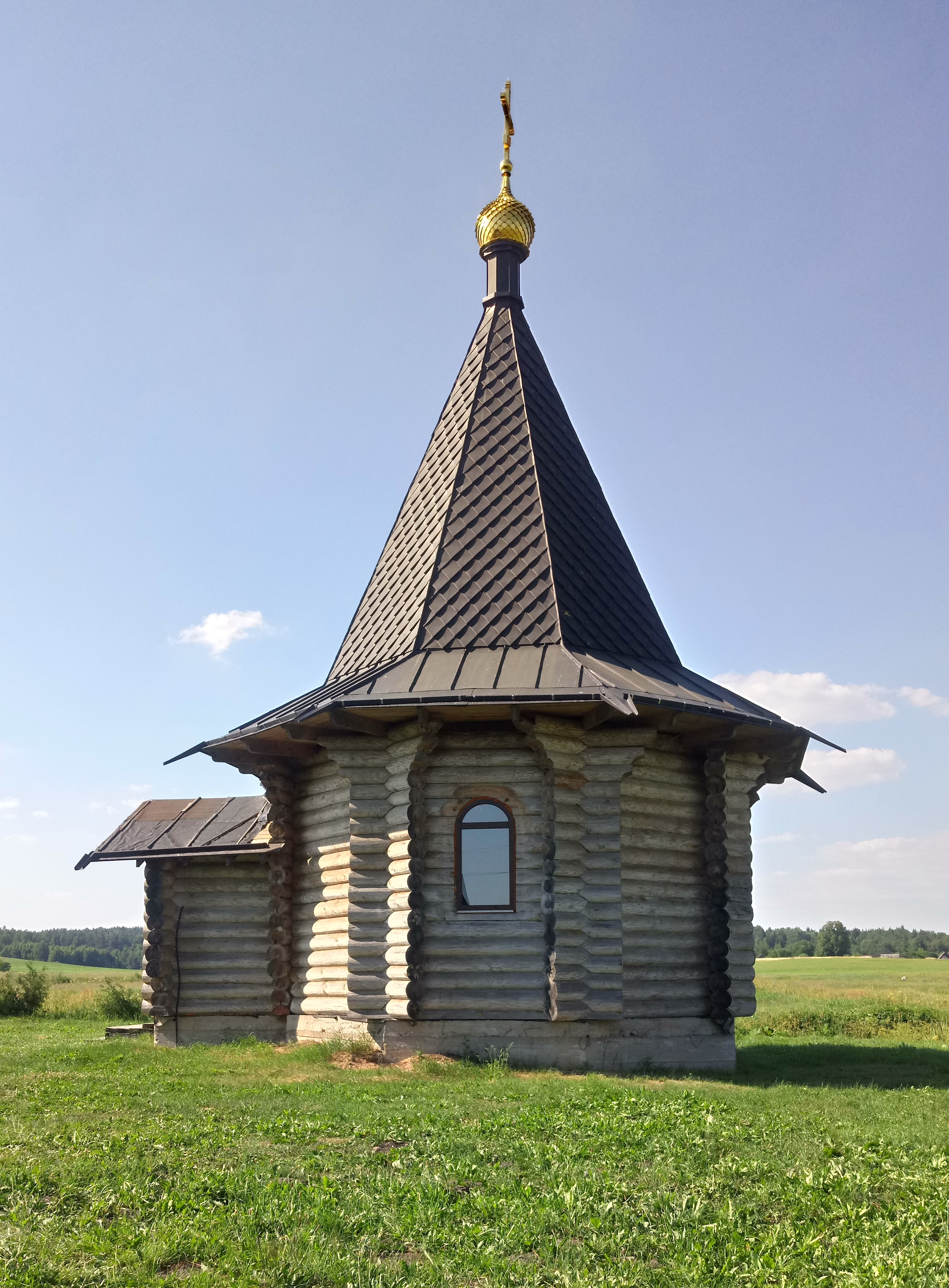
Часовня Иоанна Крестителя
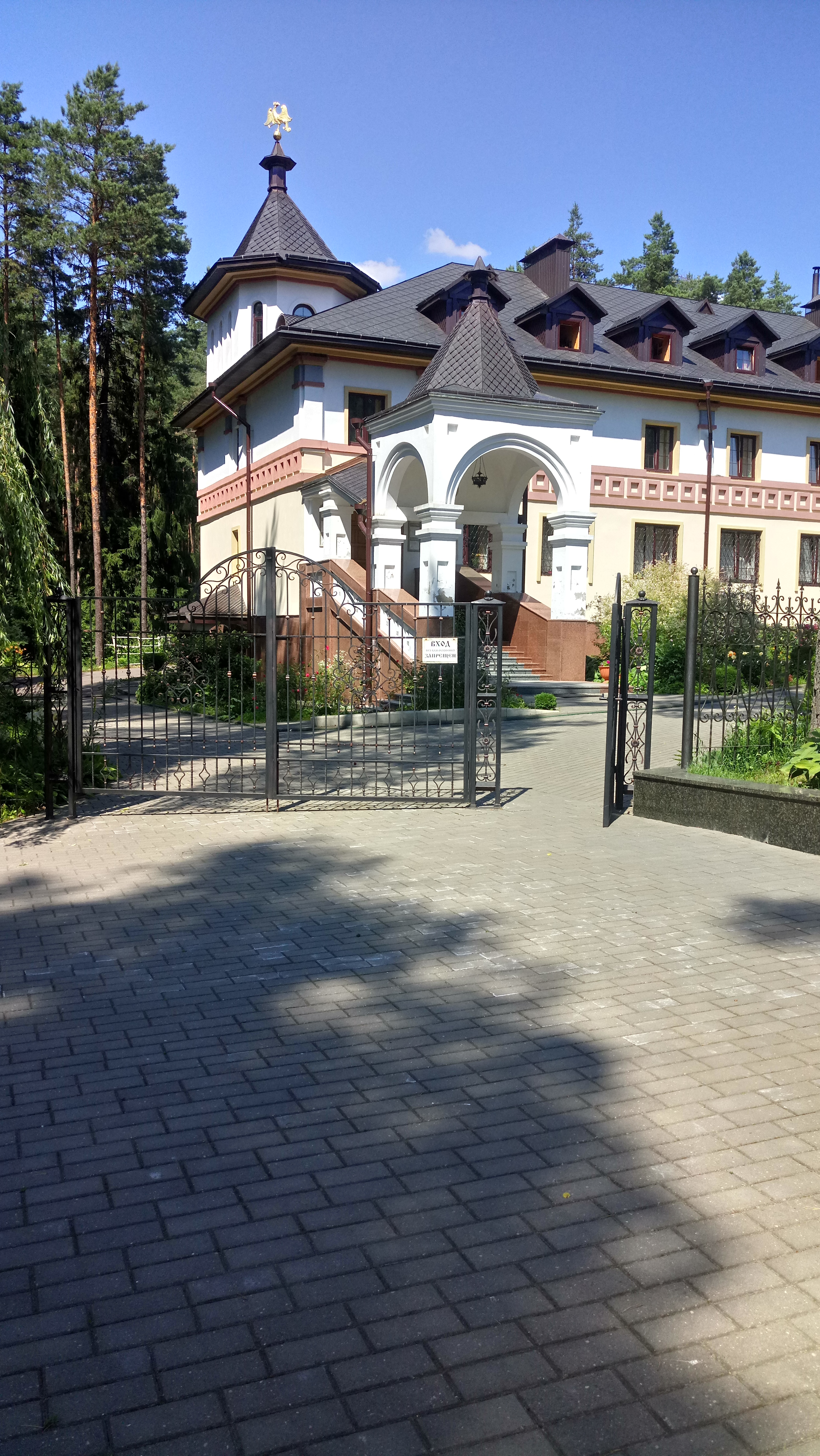
Жилой корпус
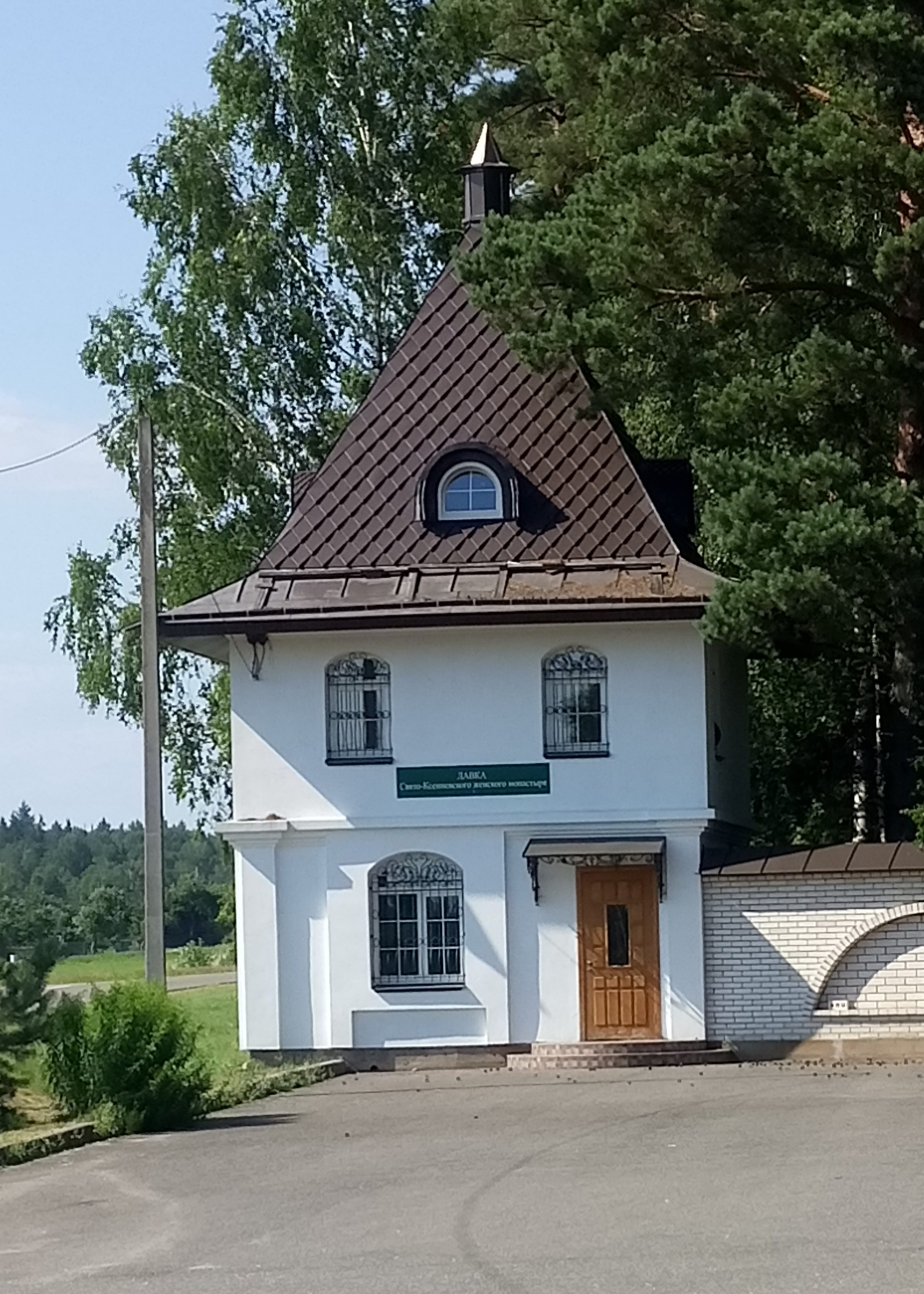
Строящаяся лавка